# Hoge Erasmus
De Hoge Erasmus is een woontoren in het centrum van de Nederlandse stad Rotterdam, ontworpen door Klunder Architecten te Rotterdam. De woontoren bevindt zich aan het Willemsplein vlak bij de Erasmusbrug. Het gebouw is gebouwd door Ballast Nedam Bouw en voltooid in januari 2001. De toren is 90 meter hoog en bevat 68 appartementen, die boven op een kantoorruimte staan. De appartementen zijn verdeeld over 24 verdiepingen, twee appartementen per verdieping. De kantoren beslaan vijf verdiepingen. Op de bovenste etage bevindt zich een zeer ruim en luxueus penthouse. Daarnaast zijn er nog 360 parkeerplaatsen in een apart bouwdeel.